# Silvanoprus fagi
Silvanoprus fagi là một loài bọ cánh cứng trong họ Silvanidae. Loài này được Guérin-Méneville miêu tả khoa học năm 1844.